# Deklaracja bolońska
Deklaracja bolońska – deklaracja przyjęta w 1999 roku, która zapoczątkowała wdrażanie tzw. systemu bolońskiego w krajach członkowskich UE .
Deklaracja bolońska o Europejskim Obszarze Szkolnictwa Wyższego została podpisana przez ministrów odpowiedzialnych za szkolnictwo wyższe z 29 państw europejskich .
W deklaracji bolońskiej ministrowie potwierdzili swoje zamiary związane z :
- przyjęciem systemu łatwych do identyfikacji i porównywalnych tytułów. Obejmuje on wprowadzenie wspólnego suplementu do dyplomu mającego poprawić przejrzystość,
- wprowadzeniem systemu bazującego zasadniczo na dwóch głównych cyklach: pierwszym (licencjackim), ukierunkowanym na rynek pracy i trwającym co najmniej trzy lata, oraz drugim (magisterskim), wymagającym pomyślnego ukończenia cyklu pierwszego,
- ustanowieniem systemu punktów zaliczeniowych ECTS, takich jak w programie Socrates-Erasmus gwarantującym zaliczanie studiów krajowych i zagranicznych do programu realizowanego przez studenta w macierzystej uczelni. Program ECTS ma na celu ujednolicenie sposobu studiowania w Europie, a tym samym prowadzi do pełnego uznawania okresu studiów odbywanych za granicą i w kraju,
- wspieraniem mobilności studentów, nauczycieli i pracowników naukowych. Pokonanie przeszkód na drodze do swobodnego przemieszczania się,
- promowaniem współpracy europejskiej w zakresie zapewniania jakości kształcenia,
- promowaniem wymiaru europejskiego w szkolnictwie wyższym przez zwiększenie liczby modułów oraz obszarów nauczania i badań, których tematyka, kierunek lub organizacja mają wymiar europejski.

Deklaracja stała się podstawowym dokumentem stosowanym przez państwa-sygnatariuszy przy tworzeniu ogólnej struktury modernizacji i reformowania europejskiego szkolnictwa wyższego . Od chwili podpisania dokumentu proces reform zaczął być nazywany procesem bolońskim .